# Desperado (álbum)
Desperado es el segundo álbum de estudio de la banda estadounidense de música rock, Eagles. Fue grabado en los Island Studios en Londres, Reino Unido y lanzado en 1973. Es un álbum conceptual, basado en la banda de los Dalton y el Viejo Oeste.
Aunque la canción que da título al álbum es una de las más conocidas de Eagles, esta nunca fue editada como un sencillo. Se extrajeron dos sencillos del álbum: «Tequila Sunrise» y «Outlaw Man».

## Lista de canciones

### Cara uno
1. "Doolin-Dalton" (G. Frey, J. D. Souther, D. Henley, J. Browne) - 3:26
2. "Twenty-One" (B. Leadon) - 2:11
3. "Out Of Control" (D. Henley, G. Frey, T. Nexton) - 3:04
4. "Tequila Sunrise" (D. Henley, G. Frey) - 2:52
5. "Desperado" (D. Henley, G. Frey) - 3:33

### Cara dos
1. "Certain Kind Of Fool" (R. Meisner, D. Henley, G. Frey) - 3:02
2. "Doolin-Dalton (reprise)" (G. Frey, J. D. Souther, D. Henley, J. Browne) - 0:48
3. "Outlaw Man" (D. Blue) - 3:34
4. "Saturday Night" (R. Meisner, D. Henley, G. Frey, B. Leadon) - 3:20
5. "Bitter Creek" (B. Leadon) - 5:00
6. "Doolin-Dalton/Desperado" (reprise) (G. Frey, J. D. Souther, D. Henely, J. Browne) - 4:50

## Personal
La información respecto a los créditos atribuidos a Desperado está adaptada de Allmusic.com

### Eagles
- Don Henley -  Batería, percuciones, voz
- Randy Meisner - bajo, guitarra acústica, voz
- Glenn Frey - guitarras, teclados, piano, armónica, voz
- Bernie Leadon - guitarra, mandolina, banjo, voz

### Producción
- Glyn Johns - producción, ingeniería
- Howard Kilgour - asistente de ingeniería
- Barry Diament - masterización
- Ted Jensen - remasterización
- Gary Burden - dirección artística, diseño
- Henry Diltz - Grabado, fotografía

## Posiciones
Álbum
| Lista (1973)         | Posición |
| -------------------- | -------- |
| Billboard Pop Albums | 41       |

Sencillos
| Año  | Sencillo          | Lista                 | Posición |
| ---- | ----------------- | --------------------- | -------- |
| 1973 | "Outlaw Man"      | Billboard Pop Singles | 59       |
| 1973 | "Tequila Sunrise" | Billboard Pop Singles | 64       |

|| Certification = x2 PL ||